# Jacek Wójcicki (samorządowiec)
Jacek Piotr Wójcicki (ur. 26 sierpnia 1981 w Szczecinie) – polski samorządowiec, w latach 2006–2014 wójt gminy Deszczno, od 2014 prezydent Gorzowa Wielkopolskiego.

## Życiorys
Ukończył studia licencjackie z zakresu rekreacji i turystyki na w Państwowej Wyższej Szkole Zawodowej w Gorzowie Wielkopolskim, uzyskał następnie magisterium z ekonomii na Uniwersytecie Szczecińskim. W 2002 został radnym gminy Deszczno, a od 2006 do 2014 przez dwie kadencje zajmował stanowisko wójta w tej gminie. W 2011 został wiceprezesem Zrzeszenia Prezydentów, Burmistrzów i Wójtów Województwa Lubuskiego oraz wiceprzewodniczącym zarządu Związku Celowego Gmin MG6.
W 2014 wystartował w wyborach na urząd prezydenta Gorzowa Wielkopolskiego, wygrywając w pierwszej turze z wynikiem ponad 60% głosów i pokonując m.in. ubiegającego się o reelekcję Tadeusza Jędrzejczaka. W 2018 z powodzeniem ubiegał się o reelekcję, ponownie zwyciężając w pierwszej turze. W 2024 został wybrany na kolejną kadencję, wygrywając tym razem w drugiej turze.

## Odznaczenia
- Brązowy Krzyż Zasługi (2014)[7]
- Srebrny Medal za Zasługi dla Policji (2024)[8]

## Wyniki w wyborach do organów wykonawczych samorządu
| Wybory | Komitet wyborczy                                    | Organ                                    | Wynik           |
| ------ | --------------------------------------------------- | ---------------------------------------- | --------------- |
| 2006   | KWW Jacka Wójcickiego                               | Wójt Gminy Deszczno                      | 1294 (44,57%)   |
| 2006   | KWW Jacka Wójcickiego                               | Wójt Gminy Deszczno                      | 1504 (61,87%)   |
| 2010   | KWW Jacka Wójcickiego                               | Wójt Gminy Deszczno                      | 2458 (90,63%)   |
| 2014   | KWW Porozumienie Ruchów Miejskich Ludzie dla Miasta | Prezydent Miasta Gorzowa Wielkopolskiego | 26 060 (60,59%) |
| 2018   | KWW Jacka Wójcickiego                               | Prezydent Miasta Gorzowa Wielkopolskiego | 31 425 (65,21%) |
| 2024   | KWW Jacka Wójcickiego                               | Prezydent Miasta Gorzowa Wielkopolskiego | 18 381 (49,24%) |
| 2024   | KWW Jacka Wójcickiego                               | Prezydent Miasta Gorzowa Wielkopolskiego | 18 166 (61,23%) |